# Финикс (Вирџинија)
Финикс (енгл. Phenix) град је у америчкој савезној држави Вирџинија. По попису становништва из 2010. у њему је живело 226 становника.

## Демографија
Према попису становништва из 2010. у граду је живело 226 становника, што је 26 (13,0%) становника више него 2000. године.
| Група             | 2000.       | 2010.       |
| Белци             | 183 (91,5%) | 208 (92,0%) |
| Афроамериканци    | 16 (8,0%)   | 14 (6,2%)   |
| Азијати           | 0 (0,0%)    | 0 (0,0%)    |
| Хиспаноамериканци | 0 (0,0%)    | 0 (0,0%)    |
| Укупно            | 200         | 226         |